# Henriette Schadow

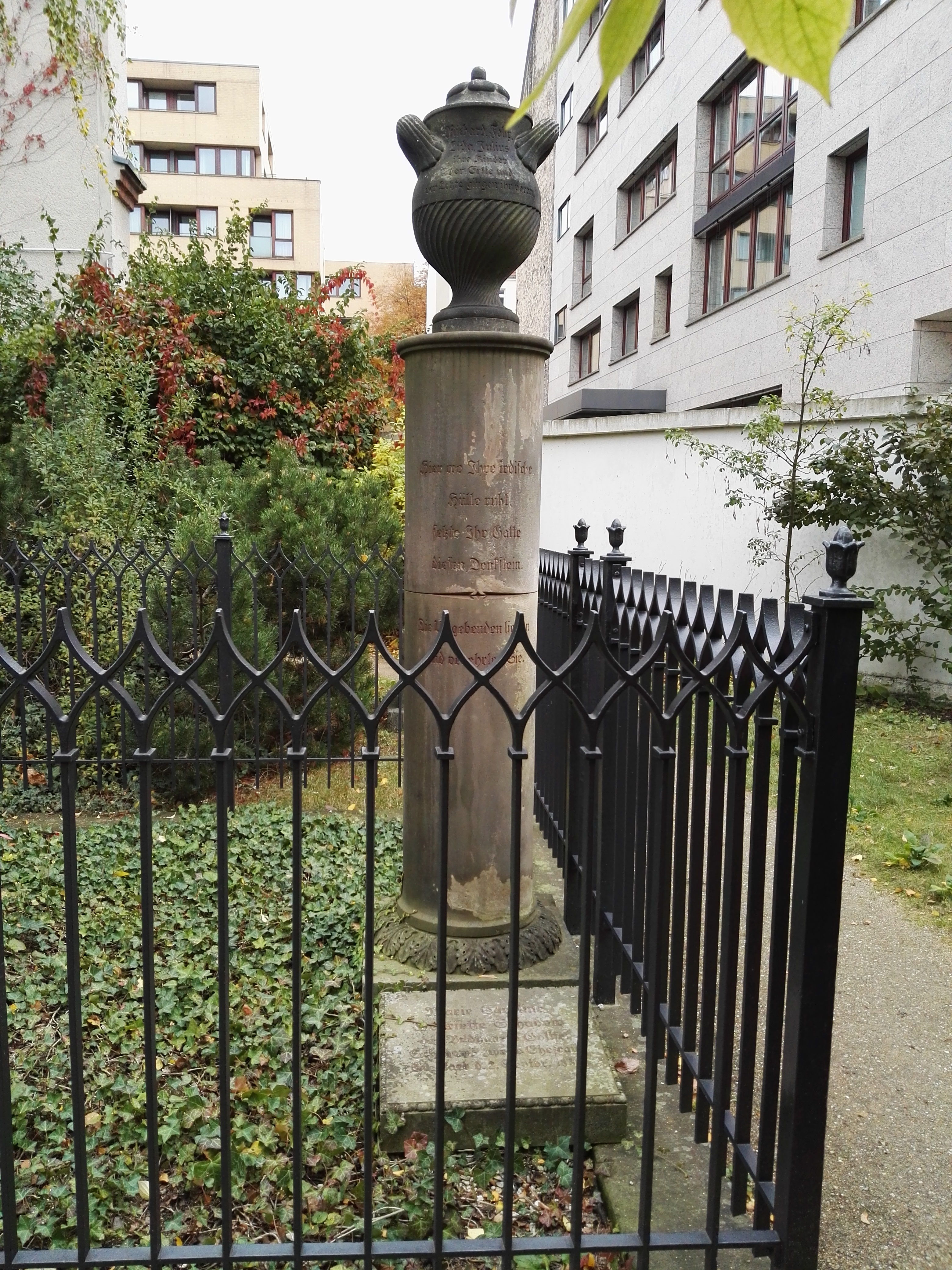
Grab von Caroline Henriette Rosenstiel, Friedhof der Dorotheenstädtischen und Friedrichswerderschen Gemeinden in Berlin-Mitte

Caroline Henriette Schadow, geb. Rosenstiel (* 13. April 1784 in Berlin; † 2. November 1832 ebenda), war eine deutsche Sängerin. 

## Leben
Caroline Henriette Rosenstiel war die Tochter von Friedrich Philipp Rosenstil und der Luise Elisabeth Decker (1764–1832), einer Tochter des Oberhofbuchdruckers Georg Jacob Decker.
Sie war von 1800 bis 1832 als Sopranistin Mitglied der Berliner Singakademie.
Am 9. März 1817 heiratete sie den Bildhauer Johann Gottfried Schadow, beide hatten sich im Salon der Henriette Herz kennengelernt; das Paar bekam vier Kinder zwischen 1818 und 1824:
- Richard Schadow (* 7. Februar 1818; † 20. August 1918)
- Felix Schadow (* 21. Juni 1819; † 25. Juni 1861), Maler
- Lida Schadow, später verehelichte Bendemann (* 16. August 1821; † 5. August 1895), Schriftstellerin
- Julius Schadow (* 22. Juli 1824; † 1827)

Das Grab von Henriette Schadow befindet sich neben dem Grab ihres Mannes auf dem Dorotheenstädtischen Friedhof an der Chausseestraße in Berlin-Mitte (in der Abteilung CAL G2).